# Vici Properties
Vici Properties Inc. är ett amerikanskt real estate investment trust (REIT) som äger egendomar inom branscherna för golfbanor, hasardspel, hotell och hästsport.

## Historik
Företaget har sitt ursprung från den 15 januari 2015 när kasinooperatören Caesars Entertainment Corporations dotterbolag Caesars Entertainment Operating Company, Inc. tvingades att ansöka om konkursskydd på grund av skulder som översteg $10 miljarder. Investerarna tvingade dock moderbolaget ta skulden, för att driva in de skulder de hade. Caesars föreslog att företaget skulle bli två företag, ett REIT som äger kasinonen och ett företag som driver dem, för att kunna ge maximal utdelning till investerarna och fordringsägarna via fördelaktiga skatteregler rörande REIT. Flera medlemmar ur USA:s kongress var kritiska över detta och menade på att det var missbruk av lagarna som styrde REIT, de krävde också att USA:s finansminister Jacob Lew och USA:s skatteverk Internal Revenue Service (IRS) agera men det var blev inget med det. Vici Properties grundades officiellt den 6 oktober 2017, den hade då 19 kasinon, fyra golfbanor och en bana för hästsport i sitt ägande, allt leasades tillbaka till Caesars mot en årshyra på $630 miljoner. I december förvärvade Vici kasinot Harrah's Las Vegas från Caesars för $1,14 miljarder, de leasade dock tillbaka den på direkten mot $87,4 miljoner per år. I januari 2018 la konkurrenten MGM Growth Properties ett bud på dem till ett värde uppemot $5,85 miljarder, ett bud som förkastades av Vici.

## Tillgångar
|  | Namn                            | Ort                         | Invigd | Antal hotellrum | Spelyta (m2) |
|  | ------------------------------- | --------------------------- | ------ | --------------- | ------------ |
|  | Bally's Atlantic City           | Atlantic City, New Jersey   | 1979   | 1 753           | 20 973       |
|  | Caesars Atlantic City           | Atlantic City, New Jersey   | 1979   | 1 158           | 13 471       |
|  | Caesars Palace                  | Paradise, Nevada            | 1966   | 3 976           | 11 537       |
|  | Harrah's Council Bluffs         | Council Bluffs, Iowa        | 1996   | 251             | 2 300        |
|  | Harrah's Gulf Coast             | Biloxi, Mississippi         | 1994   | 495             | 3 300        |
|  | Harrah's Joliet (80%)           | Joliet, Illinois            | 1993   | 204             | 3 700        |
|  | Harrah's Lake Tahoe             | Stateline, Nevada           | 1955   | 525             | 6 000        |
|  | Harrah's Las Vegas              | Paradise, Nevada            | 1973   | 2 677           | 8 532        |
|  | Harrah's Metropolis             | Metropolis, Illinois        | 1994   | 252             | 3 345        |
|  | Harrah's North Kansas City      | North Kansas City, Missouri | 1994   | 392             | 5 580        |
|  | Harrah's Reno                   | Reno, Nevada                | 1937   | 950             | 3 730        |
|  | Harveys Lake Tahoe              | Stateline, Nevada           | 1944   | 740             | 8 130        |
|  | Horseshoe Bossier City          | Bossier City, Louisiana     | 1998   | 606             | 2 787        |
|  | Horseshoe Council Bluffs        | Council Bluffs, Iowa        | 1986   | 153             | 6 300        |
|  | Horseshoe Casino Hammond        | Hammond, Indiana            | 1996   | —               | 33 000       |
|  | Horseshoe Southern Indiana      | Elizabeth, Indiana          | 1998   | 503             | 8 600        |
|  | Tunica Roadhouse Casino & Hotel | Tunica Resorts, Mississippi | 1994   | 134             | 3 252        |
|  |                                 |                             |        | 14 769          | 144 537      |

### Övriga
- Bluegrass Downs, en travbana i Paducah i Kentucky.
- Cascata, en golfbana i Boulder City i Nevada.
- Chariot Run, en golfbana i Laconia, Indiana.
- Grand Bear, en golfbana i Saucier, Mississippi.
- Louisiana Downs, en kombinerad bana för hästsport och ett kasino i Bossier City i Louisiana.
- Rio Secco Golf Club, en golfbana i Henderson i Nevada.